# Annika Fuchs
Annika Fuchs (29 de abril de 1997) es una deportista de Alemania que compite en atletismo. Ganó una medalla de oro en el Campeonato Europeo de Atletismo Sub-23 de 2019, en la prueba de lanzamiento de jabalina.